# Есипов, Валерий Васильевич
Вале́рий Васи́льевич Е́сипов (род. 24 января 1950, Поронайск, Сахалинская область) — российский писатель, журналист и телеведущий, сценарист, редактор, кандидат культурологии, публицист. Работал в музее «Вологодская ссылка». Один из ведущих исследователей жизни и творчества Варлама Шаламова. 

## Профессиональная биография
В 1975 году окончил факультет журналистики ЛГУ имени А. А. Жданова по специальности «журналистика». C 1968 г. работал в районных газетах Якутской АССР и Тульской области; с 1969 г. — городские и районные газеты (Никольск, Череповец, Вологда), журналист; с 1977 г. — областные газеты: «Вологодский комсомолец», «Красный Север», редакция, журналист, заместитель редактора; с 1986 г. — Вологодское областное телевидение, ведущий программ.
С 1977 года член Союза журналистов.
В 2007 году в Санкт-Петербургском гуманитарном университете профсоюзов защитил диссертацию на соискание учёной степени кандидата культурологии по теме: «Диалог „художник и власть“ как инновационный ресурс культуры».
В 2008 год стал заведующим музея  «Вологодская ссылка».
С 2010 года занимается исключительно исследовательским трудом.

## Творчество
Автор, сценарист более 30 фильмов. Среди них фильмы о Варламе Шаламове, художниках Владимире Корбакове, Джанне Тутунджан, Юрии Воронове, академике Николае Амосове, композиторе Валерии Гаврилине, поэтах Николае Рубцове, Сергее Чухине.
Автор первого в России документального фильма и монографии о Шаламове (1990, 2007, 2012). Имеет более 100 публикаций, в том числе книги: «Провинциальные споры в конце XX в.» (2000), «Варлам Шаламов и его современники» (2007, 2008). Организатор международных Шаламовских конференций, составитель 5-ти Шаламовских сборников. Член редколлегии и консультант проекта по разработке и продвижению сайта о Шаламове — Shalamov.ru.
Печатался в таких изданиях, как «Знамя», «Свободная мысль», «Отечественная история», «Вопросы истории», «Вопросы литературы», «Юность», «Новая газета», «Независимая газета», «Диалог», «Байкал», «Двина».

## Личная жизнь
Увлечения: история России, литература и искусство, путешествия по России. Проживает в Вологде.

## Награды
- Почётная грамота губернатора Вологодской области (2006), почётная грамота ВГТРК (2001);
- 5 апреля 2013 г., в Москве, Валерию Есипову присудили премию имени В. Я. Лакшина журнала «Юность» за лучшую публикацию 2012 г. в области критики и литературоведения — за статью "Шаламов в «Юности» (журнал № 6, 2012).

## Основные работы
Книги
- Шаламовский сборник. Вып. 1 /сост. В. В. Есипов. — Вологда, 1994. — 248 с.
- Провинциальные споры в конце XX века. — Вологда: Грифон, 1999. — 240 с.
- Варлам Шаламов и его современники. — Вологда: Книжное наследие, 2007. — 270 с. ISBN 978-5-86402-213-9
- Житие великого грешника: Документально-лирическое повествование о судьбе русского пьяницы и замечательного историка-самоучки Ивана Гавриловича Прыжова. М., 2011. — 496 с. ISBN 978-5-93165-277-1
- Шаламов. — М.: Молодая гвардия, 2012. — 346[6] с.: ил.— (Жизнь замечательных людей: сер. биогр.; вып.1374). ISBN 978-5-235-03528-7. Рец.:
  - Андрей Турков. «Упрямая самостоятельность» // журнал «Знамя», 2013, № 3
  - Ефим Гофман. «Одиночный замер Варлама Шаламова» — там же;
  - Захар Прилепин. «Мертвые в развес» // газета «Свободная пресса» от 24.02.2013;

Составитель и редактор
- Шаламов В. Т. Колымские рассказы: Избранное. СПб: Вита Нова, 2013 (составление, статья и комментарии В. В. Есипова);
- «Книга, обманувшая мир (об „Архипелаге ГУЛАГ“ А. И. Солженицына — начистоту)» / предисл. З. Прилепина. — М.: Летний сад, 2018. — 520 с. (составитель и автор статей)
  - Охотникова Т. Книга, обманувшая мир?
- Шаламов В. Т. Вишера: рассказы, очерки, стихи. Пермь, 2021 (научный редактор).

Некоторые статьи и публикации
- Не верьте «бесам» // Диалог. — 1991. -Сентябрь. — С.76-87.
- Кадьякский сюжет Варлама Шаламова // Русская Америка. — Вологда,1993. — № 1. — С. 22-23.
- «Вы будете гордостью России, Шаламов»: предисловие // Шаламов В. Т. Четвёртая Вологда. — Вологда : Грифон, 1994.
  - «Вы будете гордостью России…» : предисловие // Шаламов В. Т. Четвёртая Вологда : повесть, рассказы, стихи [сост., отв. ред., авт. вступ. ст. и коммент. В. В. Есипов]. — Вологда: Древности Севера, 2017. — URL: https://shalamov.ru/critique/337/
- «Пусть мне „не поют“ о народе»: (образ народа в прозе В. Шаламова и И. Бунина)" // IV международные Шаламовские чтения. — М. : Республика. — 1997. — С. 86-103.
- «Он тверже своего камня…» : (В. Шаламов и А. Камю : опыт параллельного прочтения) // Шаламовский сборник. — Вологда, 1997. — Вып. 2. — С. 172—180.
- Shalamov et L' espirit resistanse = Шаламов и традиции Сопротивления // Cahies du mouvement ouvrier. -Paris,2000. No.10.
- Travailler avec la tete ou avec les genoux? (Varlam Shalamov et Alexandre Soldgenitcin) =Работа головы или работа колен? :(Варлам Шаламов и Александр Солженицын) // Там же. 2001. — No.15.
- Le spirale Netcyaev = Спираль Нечаева // Там же. 2002. — No.19.
- Рецензия на книгу Ф. М. Лурье о С. Нечаеве // Отечественная история. — 2003. — № 5. — С. 177—180.
- «Последний бой майора Пугачева». После фильма. Размышления о прозе В. Шаламова // Историк и художник. — 2006. — № 4 (10).
- Диалог «художник и власть» как инновационный ресурс культуры: дис. … канд. культурологии: 24.00.01. -СПб., 2007. — 158 с. — РГБ ОД, 61:07-24/102
- Встречи без встреч : (А. Т. Твардовский и М. Я. Гефтер) // Вопросы литературы. — 2007. — № 1. — С. 30-35.
- А. Т. Твардовский и А. И. Солженицын // «…Все на русском языке»: вторые твардовские чтения. — Смоленск, 2007.
- Негромкое столетие Шаламова // Знамя. — 2008. — № 2. — С. 221—224.
- Вологодская ссылка (XIX — начало XX в.) / ГУК Вологод. гос. ист.-архитектур. и художеств. музей-заповедник; [текст, подбор лит. материалов и ил. В. В. Есипова]. — Вологда : Вологжанин, 2008. — 15 с.
- «Развеять этот туман» : (поздняя проза В. Шаламова: мотивации и проблематика)/ / Шаламовский сборник. — Вологда, 2002. — Вып. 3. — С.
- А. Твардовский и «Новомирская» альтернатива // «Найти себя в себе самом»: пятые твардовские чтения. — Смоленск, 2010.
- Н. С. Лесков и И. Г. Прыжов // Лесковиана. — Т. 3: Творчество Н. С. Лескова в современном изучении: материалы третьей междунар. науч. интернет-конф. :междунар. сб. науч. трудов. — Москва; Орёл, 2010. — С. 128—135.
- Что завещал Ленин, и что — Шаламов?: (о сериале «Завещание Ленина». Запоздалые заметки шаламоведа) // Шаламовский сборник. — М., 2011. — Вып. 4. — С. 227—248.
- Хлеб-соль и правда Твардовского // Литературная газета. — 2011. — № 49.
- Шаламов в «Юности» // Юность. — 2012. — № 6. — С. 10-17.
- Шаламов. Главы из книги // Дружба народов. — 2012. — № 8. — С. 103—155.
- Наперекор носорогам. Интервью газете «Наша Вологда» в связи с выходом книги «Шаламов» в ЖЗЛ (21 июня 2012 г.)
- Об историзме «Колымских рассказов» // Варлам Шаламов в контексте мировой литературы и советской истории: сб. статей. — М., 2013. — С. 131—140.
- Комментарии и примечания к книге: В. Шаламов. Собр. соч. Т. 7 (дополнительный). М.: Терра-Книжный клуб — Книговек, 2013.